# Guyana ai Giochi della XXVIII Olimpiade
La Guyana partecipò ai Giochi della XXVIII Olimpiade, svoltisi ad Atene, Grecia, dal 13 al 29 agosto 2004, con una delegazione di 4 atleti impegnati in tre discipline.

## Risultati

### Atletica leggera
| Q | Qualificato al turno successivo per la posizione in qualificazione                                                           |
| q | Qualificato per il turno successivo per ripescaggio o, negli eventi su campo, conquistando la misura minima per qualificarsi |

Femminile
Eventi su pista e strada
| Atleta         | Evento      | Batteria  | Batteria   | Semifinale | Semifinale | Finale          | Finale          |
| Atleta         | Evento      | Risultato | Classifica | Risultato  | Classifica | Risultato       | Classifica      |
| -------------- | ----------- | --------- | ---------- | ---------- | ---------- | --------------- | --------------- |
| Aliann Pompey  | 400 m piani | 51"33     | 4ª q       | 51"61      | 5ª         | non qualificata | non qualificata |
| Marian Burnett | 800 m piani | 2'02"12   | 4ª q       | 2'02"21    | 7ª         | non qualificata | non qualificata |

### Nuoto
Maschile
| Atleta    | Evento             | Batteria  | Batteria   | Semifinale      | Semifinale      | Finale          | Finale          |
| Atleta    | Evento             | Risultato | Classifica | Risultato       | Classifica      | Risultato       | Classifica      |
| --------- | ------------------ | --------- | ---------- | --------------- | --------------- | --------------- | --------------- |
| Onan Thom | 100 m stile libero | 55"24     | 59º        | non qualificata | non qualificata | non qualificata | non qualificata |

### Sollevamento pesi
Maschile
| Atleta        | Evento          | Strappo   | Strappo    | Slancio   | Slancio    | Totale | Classifica |
| Atleta        | Evento          | Risultato | Classifica | Risultato | Classifica | Totale | Classifica |
| ------------- | --------------- | --------- | ---------- | --------- | ---------- | ------ | ---------- |
| Julian McWatt | −85 kg maschile | 125       | 18º        | 147,5     | 14º        | 272,5  | 14º        |